# Kazimierz (województwo opolskie)
Kazimierz (niem. Kasimir, cz. Kaziměř) – wieś (dawniej miasto) w Polsce, położona w województwie opolskim, w powiecie prudnickim, w gminie Głogówek. Historycznie leży na Górnym Śląsku, na ziemi prudnickiej. Położona jest na terenie Doliny Górnej Straduni, będącej częścią Niziny Śląskiej. Przepływa przez nią rzeka Stradunia,
Kazimierz uzyskał lokację miejską w 1393 roku, zdegradowany około 1430 roku.
W latach 1954–1959 wieś należała i była siedzibą władz gromady Kazimierz, po jej zniesieniu w gromadzie Klisino. W latach 1973–1975 miejscowość należała do gminy Lisięcice w powiecie głubczyckim. W latach 1975–1998 miejscowość administracyjnie należała do ówczesnego województwa opolskiego.
W 2011 r. wieś była zamieszkana przez 349 osób.
Przysiółkiem wsi jest Anachów. Nieoficjalną częścią wsi jest Damasko.

## Geografia

### Położenie
Wieś jest położona w południowo-zachodniej Polsce, w województwie opolskim, około 10 km od granicy z Czechami, w Dolinie Górnej Straduni, tuż przy granicy powiatu prudnickiego z powiatem kędzierzyńsko-kozielskim (gmina Pawłowiczki). Należy do Euroregionu Pradziad. Leży na terenie Nadleśnictwa Prudnik (obręb Prudnik).

### Środowisko naturalne
W Kazimierzu panuje klimat umiarkowany ciepły. Średnia temperatura roczna wynosi +8,4 °C. Duże zróżnicowanie dotyczy termicznych pór roku. Średnie roczne opady atmosferyczne w rejonie Kazimierza wynoszą 630 mm. Dominują wiatry zachodnie.
| SIMC       | Nazwa   | Rodzaj     |
| ---------- | ------- | ---------- |
| 0493801    | Anachów | przysiółek |
| nie nadano | Damasko | część wsi  |

## Nazwa
Nazwa miejscowości pochodzi od staropolskiego imienia męskiego Kazimierz. Miejscowość wzmiankowana jest w źródłach pn. Jaroslav (1198 i 1202 r.), na cześć księcia opolskiego Jarosława, oraz Cazemiria (1213 r.) na cześć księcia opolskiego Kazimierza. W 1295 r. w kronice łacińskiej Liber fundationis episcopatus Vratislaviensis (pol. Księga uposażeń biskupstwa wrocławskiego) miejscowość wymieniona jest jako Kazmir.
W historycznych dokumentach nazwę miejscowości wzmiankowano w różnych językach oraz formach: Jarozlav (1198), Jaroslaw (1201), Jarozlav (1201), Jarozlaue (1201), Jarozlau (1202), Jarozlaue (1202), Jarozlawe, Ierozlaue, que nunc Cazemiria dicitur (1212), Jarozlav (1218), Kasimir (1223), Kasimiria (1226), Jarozlau (1227), Cazimir (1244), Kazimir (1274), Kazmir, Kazimir (ok. 1300), Kasymir (1402), Casmir (1413), Casimir (1571), Kasimier (1605), Casimir (1784), Kasimir, Gräfl. (1845), Kazimierz, niem. Kasimir (1882), Kazimierz – Kasimir (1939), Kasimir – Kazimierz, -a, kazimierski (1946), Kazimierz, -rza (1981).

## Historia

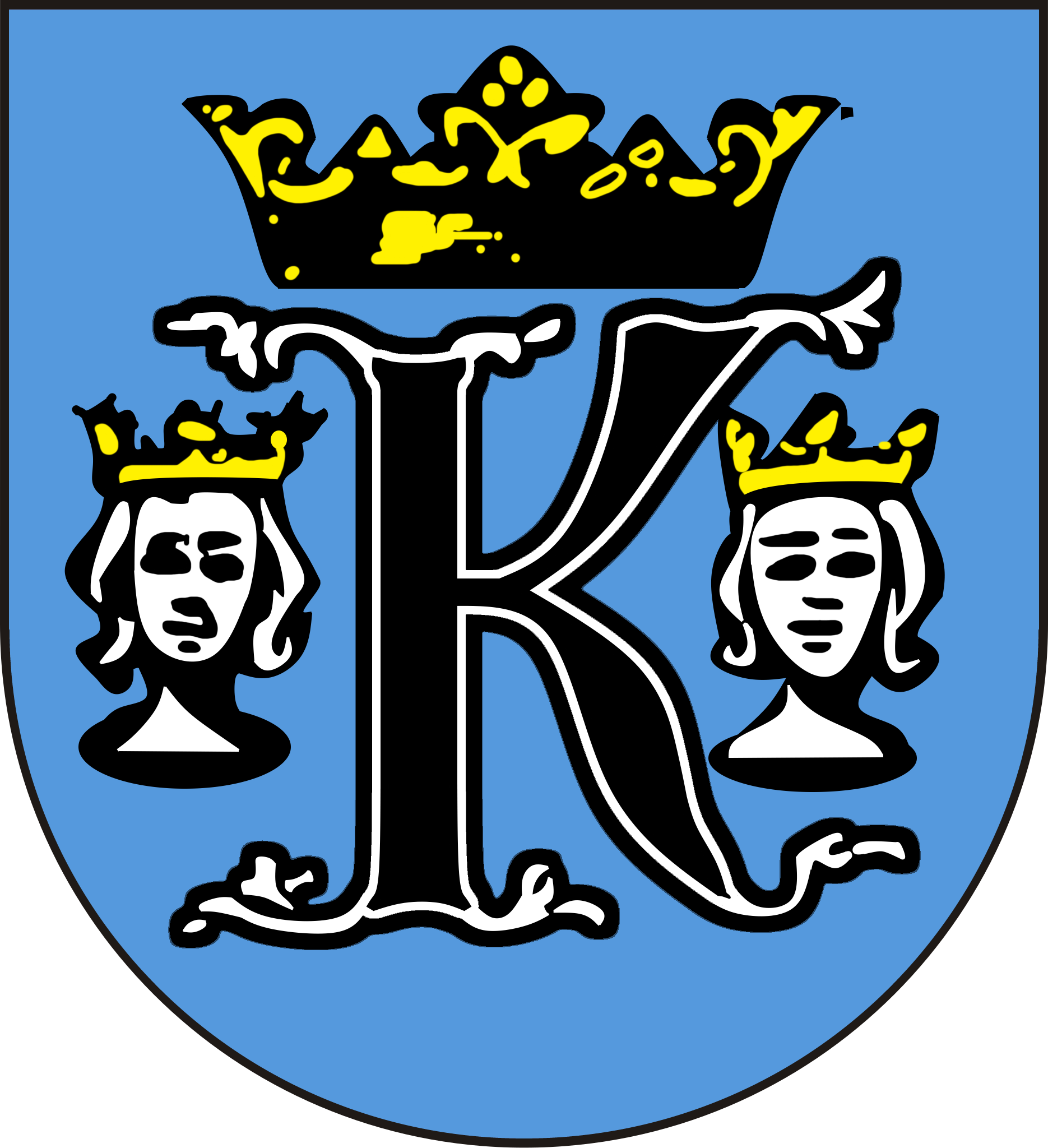
Dawny herb Kazimierza

W Kazimierzu znajdują się stanowiska archeologiczne: neolityczne i kultury łużyckiej. Badania wykopaliskowe przeprowadzone w Kazimierzu w 1937 potwierdziły istnienie w tym miejscu osady na przełomie XII i XIII wieku. Podczas prac znaleziono ułamki obtaczanych naczyń glinianych z okresu wczesnego średniowiecza.
Wieś została założona na prawie zachodnim pod koniec XII wieku. W pierwszych źródłach występuje pod nazwą Jarosław (Jaroslav) – od księcia Jarosława opolskiego. Książę Jarosław sprowadził do wsi cystersów z Pforty w Saksonii. Po jego śmierci, cystersi z Pforty przekazali ten obszar cystersom z Lubiąża. W dokumencie papieża z 1201 wspomnieni zostali cystersi z Lubiąża, którzy jako spadkobiercy klasztoru w Pforcie „posiadają wieś Jarosław ze wszystkimi pożytkami”. W 1213 pojawia się nowa nazwa miejscowości: Kazimierz (Cazemiria) – na cześć księcia Kazimierza opolskiego. Po 1213 roku (przed 1217) książę Kazimierz dokonał lokacji osady na niemieckim prawie miejskim. Miejscowy kościół parafialny pod wezwaniem Najświętszej Marii Panny wzmiankowany był po raz pierwszy w 1223.

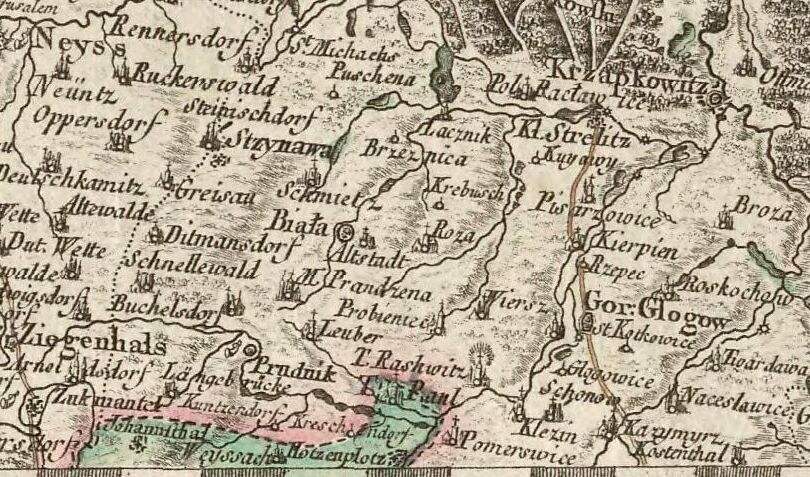
Kazimierz (Kazymyrz) wśród miejscowości ziemi prudnickiej na polskojęzycznej mapie z 1772

Kazimierz należał do miast posiadających charakter rolniczy. Większość jego mieszkańców utrzymywała się głównie z rolnictwa, a niewielki odsetek trudnił się rzemiosłem i handlem. Położony był z dala od szlaków handlowych, przez co pozostał małym ośrodkiem rolniczym z wąskim rynkiem zbytu. Miasto było słabo zaludnione i nie posiadało obwarowań. W marcu 1428 husyci spalili niemal całe zabudowania Kazimierza, co doprowadziło miasto do ruiny. Około 1430 roku Kazimierz został pozbawiony przywileju pozwalającego na używanie tytułu miasta.

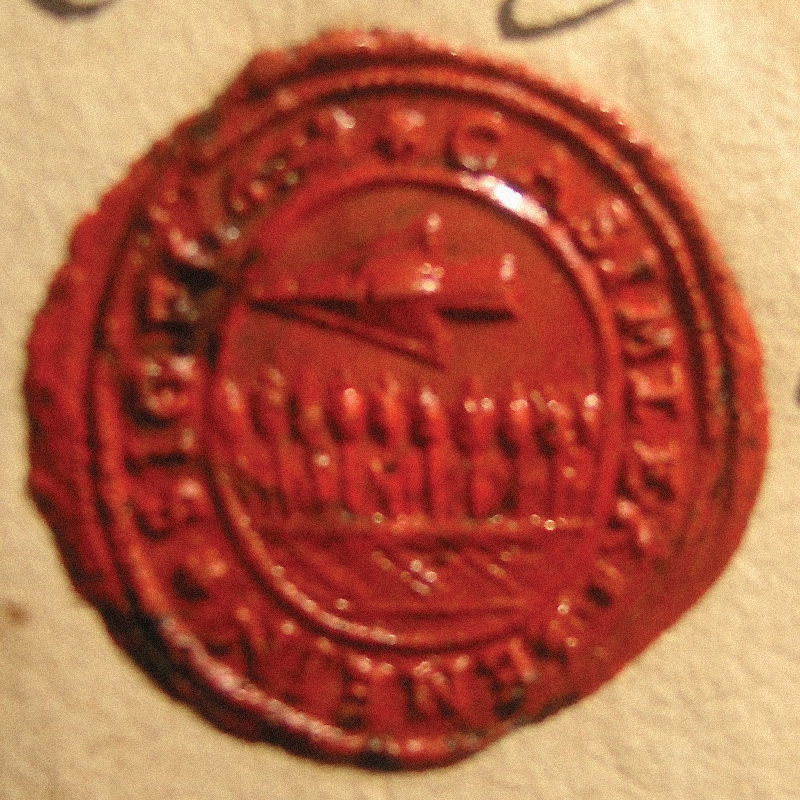
Pieczęć Kazimierza (1723)

Do 1945 w Kazimierzu istniały dwa majątki ziemskie: hrabiowski Kazimierz należący od 1642 do majoratu Głogówek i rodziny Oppersdorfów, oraz drugi – probostwo Kazimierz, zwane też Damasko, które po sekularyzacji w 1810 było w posiadaniu rodziny Prittwitzów. W 1783 w hrabiowskim Kazimierzu było: 18 chłopów, 24 ogrodników, 14 chałupników i 357 mieszkańców (wszyscy wiary katolickiej), natomiast w Damasku zarejestrowano: folwark, kościół, szkołę, 25 ogrodników, 15 chałupników; wszystkich mieszkańców było 224. W latach 1540–1625 probostwo cystersów w Kazimierzu było w rękach protestantów. W 1572 na miejscowego pastora został ordynowany Michael Breuer z Prudnika. Do 1742 wieś należała do powiatu sądowego głogóweckiego w Monarchii Habsburgów. Po I wojnie śląskiej znalazła się w granicach Królestwa Prus i weszła w skład powiatu prudnickiego w prowincji Śląsk. W 1816 Kazimierz został odłączony od powiatu prudnickiego i przyłączony do głubczyckiego. Lasy sąsiadujące z Kazimierzem stanowiły popularne miejsce do polowania dla mieszkańców powiatu prudnickiego.

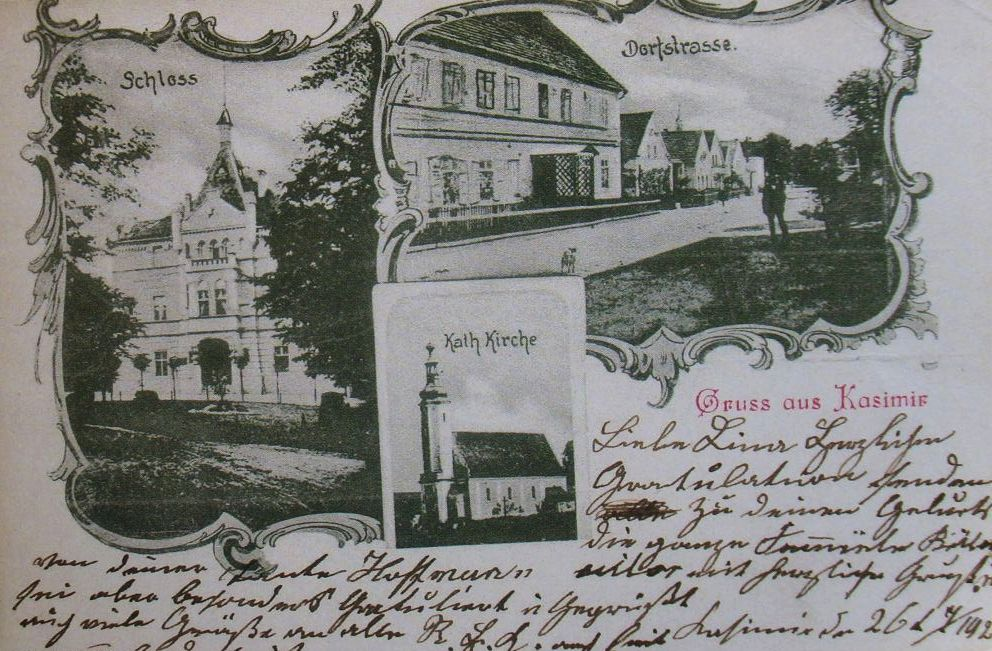
Widokówka z Kazimierza z przełomu XIX i XX wieku

Prittwitzowie zbudowali w Kazimierzu pałac około połowy XIX wieku. W 1909 majątek rycerski Kazimierz z Anachowem i Górecznem liczył 699 ha. Według Feliksa Triesta, w 1864 w Kazimierzu używany był język polski. Według spisu ludności z 1 grudnia 1910, na 462 mieszkańców Kazimierza 427 posługiwało się językiem niemieckim, 18 językiem polskim, a 17 było dwujęzycznych. Na frontach I wojny światowej zginęło 48 żołnierzy z Kazimierza. Do głosowania podczas plebiscytu na Górnym Śląsku uprawnionych było w Kazimierzu 391 osób, z czego 259, ok. 66,2%, stanowili mieszkańcy (w tym 258, ok. 66,0% całości, mieszkańcy urodzeni w miejscowości). Oddano 387 głosów (ok. 99,0% uprawnionych), w tym 387 (100%) ważnych; za Niemcami głosowały 384 osoby (ok. 99,2%), a za Polską 3 osoby (ok. 0,8%). W majątku ziemskim Kazimierz rozkład głosów prezentował się następująco: uprawnionych było 198 osób, z czego 133, ok. 67,2%, stanowili mieszkańcy (w tym 128, ok. 64,6% całości, mieszkańcy urodzeni w majątku). Oddano 194 głosy (ok. 98,0% uprawnionych), w tym 194 (100%) ważne; za Niemcami głosowały 194 osoby (100%), za Polską 0 osób (0,0%). W majątku ziemskim Damasko rozkład głosów prezentował się następująco: uprawnionych było 287 osób, z czego 191, ok. 66,6%, stanowili mieszkańcy (w tym 189, ok. 65,9% całości, mieszkańcy urodzeni w majątku). Oddano 284 głosy (ok. 99,0% uprawnionych), w tym 284 (100%) ważne; za Niemcami głosowały 284 osoby (100%), za Polską 0 osób (0,0%). W latach 20. XX wieku przy głównej ulicy Kazimierza powstał pomnik upamiętniający mieszkańców wsi, którzy zginęli podczas I wojny światowej. W 1922 w Kazimierzu otwarto dom sióstr zakonnych Zgromadzenia Sióstr Maryi Niepokalanej.
Podczas II wojny światowej, w sierpniu 1940 w Kazimierzu został utworzony oddział roboczy jeńców wojennych, w którym przebywali żołnierze polscy, francuscy i radzieccy. Według Głównej Komisji Badania Zbrodni Niemieckich w Polsce, podczas II wojny światowej w Kazimierzu zamordowano 3 obywateli Polski. 14 marca 1945, podczas gdy mieszkańcy Kazimierza przebywali w kościele na nabożeństwie pogrzebowym, rosyjskie lotnictwo zrzuciło bomby na wioskę. Rosjanie ponowili atak 17 marca. Tej nocy mieszkańcy i siostry zakonne opuścili wieś i udali się w kierunku Czechosłowacji. Kazimierz został zdobyty 22 marca 1945 przez wojska 59 Armii ZSRR generała Iwana Korownikowa (1 Front Ukraiński). Po wyparciu oddziałów niemieckich wieś została przejęta przez polską administrację. Wówczas w Kazimierzu została osiedlona część polskich repatriantów z Kresów Wschodnich – z Głęboczka koło Tarnopola na terenie obecnej Ukrainy. Zakonnice powróciły do Kazimierza, jednak polski sołtys zmusił ich do ponownego opuszczenia wsi. Pozostali niemieccy mieszkańcy, którzy zdecydowali się zostać w Kazimierzu, zostali wysiedleni w 1946.

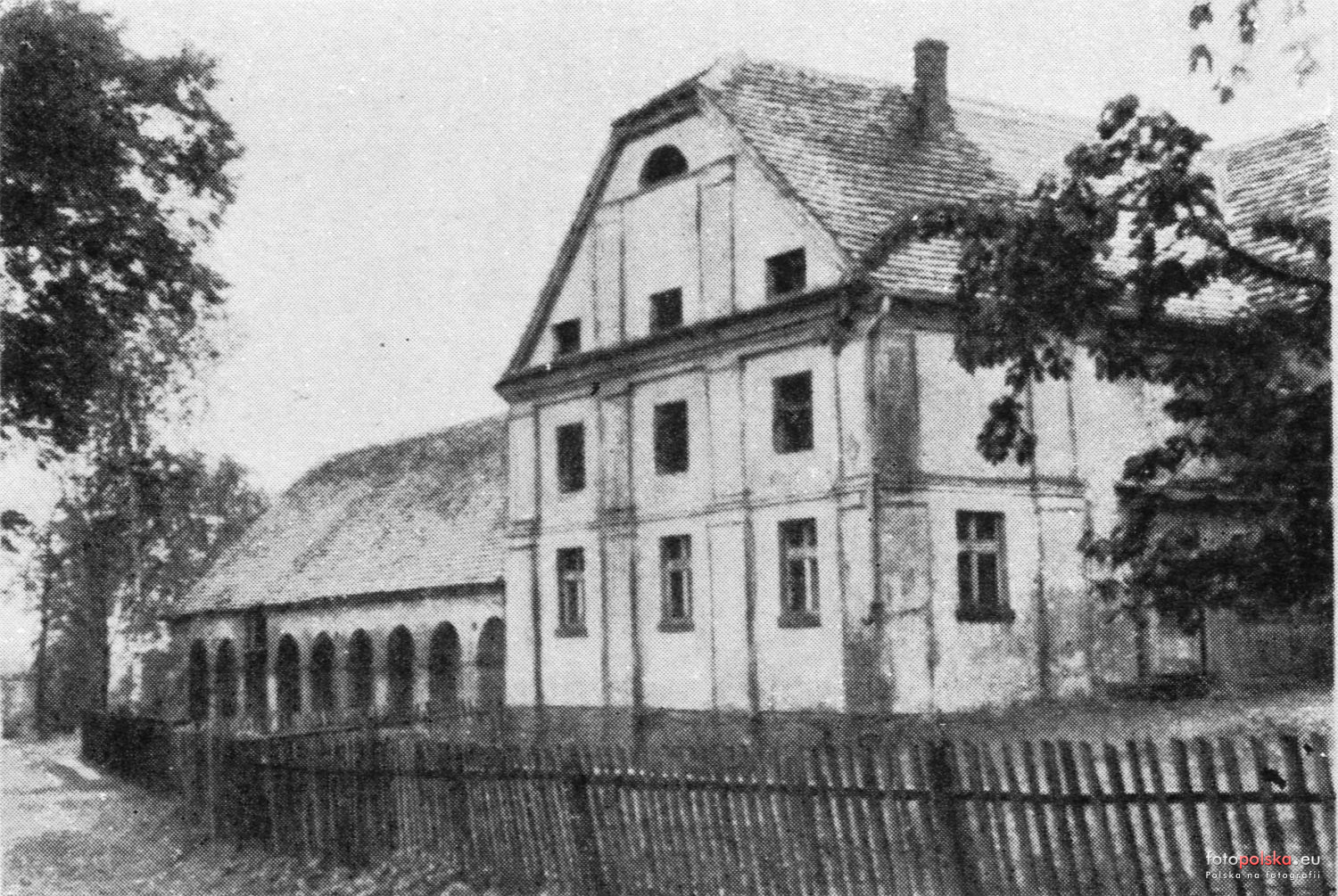
Dworskie budynki gospodarcze w Kazimierzu (1959)

W latach 1945–1950 Kazimierz należał do województwa śląskiego, a od 1950 do województwa opolskiego. W latach 1945–1954 i 1973–1975 wieś należała do gminy Lisięcice, w latach 1954–1959 do gromady Kazimierz, w 1959 do gromady Klisino, a w latach 1959–1972 do gromady Szonów. Od 1975 Kazimierz znajdował się w gminie Głogówek, a w 1999 został ponownie przyłączony do powiatu prudnickiego. W 2005 Kazimierz przystąpił do Programu Odnowy Wsi Opolskiej.
W latach 60. XX wieku został rozebrany pomnik poległych w I wojnie światowej. Jego centralny fragment został zabezpieczony na sąsiedniej posesji, a pozostałe płyty z napisami posłużyły m.in. jako kładka nad przydrożnym rowem albo podpora dla filarów ogrodzeń. Na dawnym miejscu pomnika postawiono przystanek autobusowy.
Wieś ucierpiała podczas powodzi we wrześniu 2024. Doszło do podtopienia miejscowej remizy ochotniczej straży pożarnej.

### Przynależność państwowa i administracyjna
| Okres     |                                                                                 | Państwo                           | Zwierzchnictwo                    | Jednostka administracyjna                                                 |
| --------- | ------------------------------------------------------------------------------- | --------------------------------- | --------------------------------- | ------------------------------------------------------------------------- |
| 1213–1281 |                                                                                 | Księstwo opolsko-raciborskie      | Księstwo opolsko-raciborskie      | księstwo opolskie                                                         |
| 1281–1313 |                                                                                 | Księstwo opolskie                 | Księstwo opolskie                 |                                                                           |
| 1313–1382 |                                                                                 | Księstwo niemodlińskie            | Księstwo niemodlińskie            |                                                                           |
| 1382–1424 |                                                                                 | Księstwo niemodlińsko-strzeleckie | Księstwo niemodlińsko-strzeleckie |                                                                           |
| 1424–1460 |                                                                                 | Księstwo głogówecko-prudnickie    | Księstwo głogówecko-prudnickie    |                                                                           |
| 1460–1521 |                                                                                 | Księstwo opolskie                 | Księstwo opolskie                 |                                                                           |
| 1521–1532 |                                                                                 | Księstwo opolsko-raciborskie      | Księstwo opolsko-raciborskie      | księstwo opolskie                                                         |
| 1532–1742 | Monarchia Habsburgów                                                            | Monarchia Habsburgów              | Święte Cesarstwo Rzymskie         | księstwo opolsko-raciborskie, powiat sądowy głogówecki                    |
| 1742–1806 |                                                                                 | Królestwo Prus                    | Święte Cesarstwo Rzymskie         | kamera wrocławska, departament wrocławski, powiat prudnicki               |
| 1806–1815 |                                                                                 | Królestwo Prus                    | Królestwo Prus                    | kamera wrocławska, departament wrocławski, powiat prudnicki               |
| 1815–1871 | prowincja Śląsk, rejencja opolska, powiat głubczycki                            | Królestwo Prus                    | Królestwo Prus                    |                                                                           |
| 1871–1918 | Cesarstwo Niemieckie                                                            | Cesarstwo Niemieckie              | Cesarstwo Niemieckie              | Królestwo Prus, prowincja Śląsk, rejencja opolska, powiat głubczycki      |
| 1918–1919 |                                                                                 | Republika Weimarska               | Republika Weimarska               | Wolne Państwo Prusy, prowincja Śląsk, rejencja opolska, powiat głubczycki |
| 1919–1933 | Wolne Państwo Prusy, prowincja Górny Śląsk, rejencja opolska, powiat głubczycki | Republika Weimarska               | Republika Weimarska               |                                                                           |
| 1933–1938 | Wolne Państwo Prusy, prowincja Górny Śląsk, rejencja opolska, powiat głubczycki | III Rzesza                        | III Rzesza                        | III Rzesza                                                                |
| 1938–1941 | Wolne Państwo Prusy, prowincja Śląsk, rejencja opolska, powiat głubczycki       | III Rzesza                        | III Rzesza                        | III Rzesza                                                                |
| 1941–1945 | Wolne Państwo Prusy, prowincja Górny Śląsk, rejencja opolska, powiat głubczycki | III Rzesza                        | III Rzesza                        | III Rzesza                                                                |
| 1945–1946 |                                                                                 | Rzeczpospolita Polska             | Rzeczpospolita Polska             | Okręg I (Śląsk Opolski)                                                   |
| 1946–1950 | województwo śląskie, powiat głubczycki, gmina Lisięcice                         | Rzeczpospolita Polska             | Rzeczpospolita Polska             |                                                                           |
| 1950–1952 | województwo opolskie, powiat głubczycki, gmina Lisięcice                        | Rzeczpospolita Polska             | Rzeczpospolita Polska             |                                                                           |
| 1952–1954 | województwo opolskie, powiat głubczycki, gmina Lisięcice                        |                                   | Polska Rzeczpospolita Ludowa      | Polska Rzeczpospolita Ludowa                                              |
| 1954–1959 | województwo opolskie, powiat głubczycki, gromada Kazimierz                      |                                   | Polska Rzeczpospolita Ludowa      | Polska Rzeczpospolita Ludowa                                              |
| 1959      | województwo opolskie, powiat głubczycki, gromada Klisino                        |                                   | Polska Rzeczpospolita Ludowa      | Polska Rzeczpospolita Ludowa                                              |
| 1959–1973 | województwo opolskie, powiat głubczycki, gromada Szonów                         |                                   | Polska Rzeczpospolita Ludowa      | Polska Rzeczpospolita Ludowa                                              |
| 1973–1975 | województwo opolskie, powiat głubczycki, gmina Lisięcice                        |                                   | Polska Rzeczpospolita Ludowa      | Polska Rzeczpospolita Ludowa                                              |
| 1975–1989 | województwo opolskie, gmina Głogówek                                            |                                   | Polska Rzeczpospolita Ludowa      | Polska Rzeczpospolita Ludowa                                              |
| 1989–1998 | województwo opolskie, gmina Głogówek                                            | Polska                            | Rzeczpospolita Polska             | Rzeczpospolita Polska                                                     |
| od 1999   | województwo opolskie, powiat prudnicki, gmina Głogówek                          | Polska                            | Rzeczpospolita Polska             | Rzeczpospolita Polska                                                     |

## Mieszkańcy
Miejscowość zamieszkiwana jest przez ludność napływową, przybyłą na Śląsk z Kresów Wschodnich po 1945 w wyniku przymusowych przesiedleń ludności polskiej.

### Liczba mieszkańców wsi
- 1844 – 523[43]
- 1855 – 510[44]
- 1861 – 535[44]
- 1910 – 753[45]
- 1933 – 1089[46]
- 1939 – 1078[46]
- 1950 – 794[47]
- 1960 – 835[47]
- 1966 – 651[48]
- 1970 – 588[47]
- 1978 – 521[47]
- 1985 – 492[47]
- 1998 – 462[49]
- 2002 – 389[49]
- 2009 – 356[49]
- 2011 – 349[49]
- 2013 – 354[50]

## Zabytki

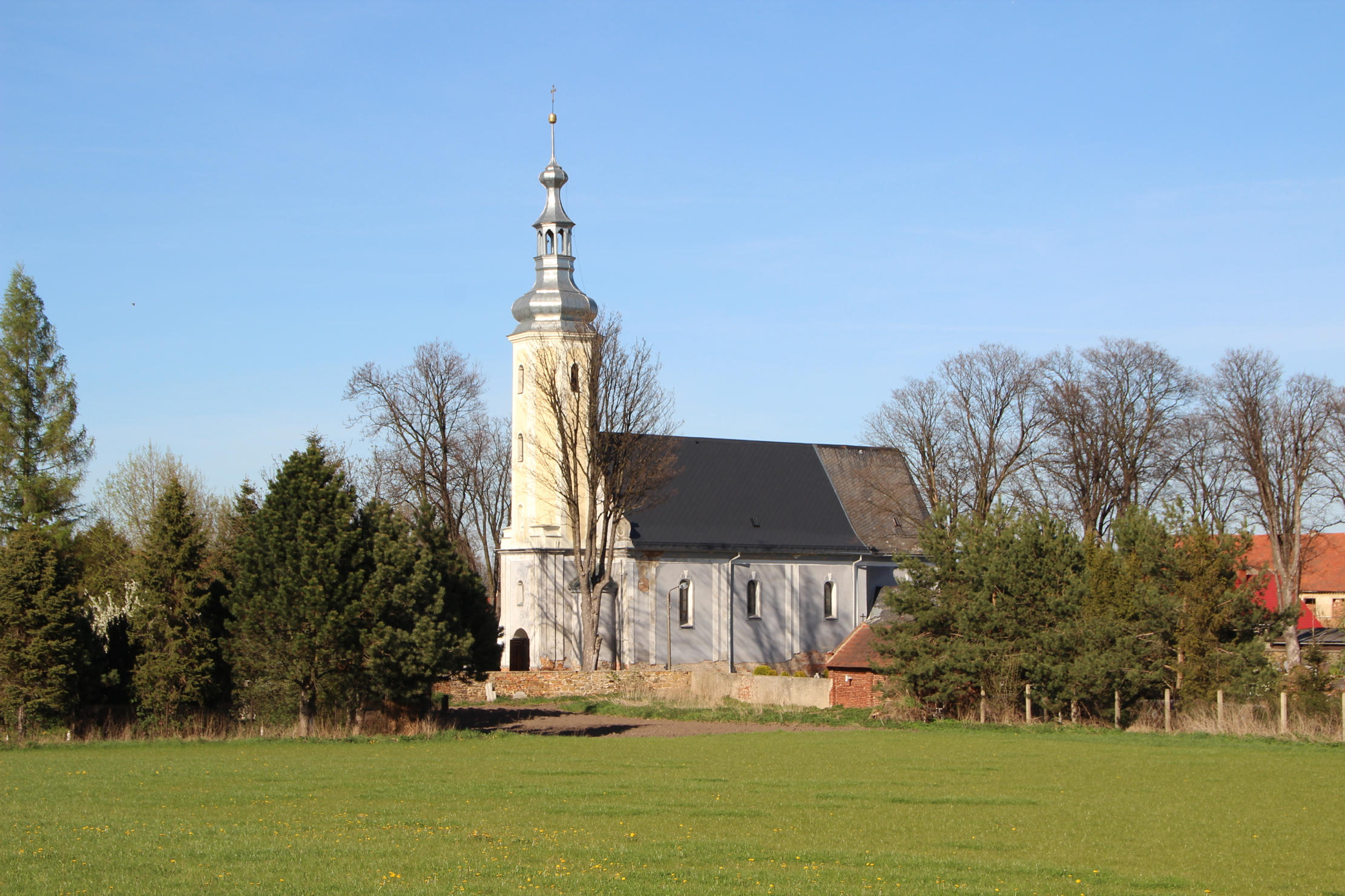
Kościół (2012)

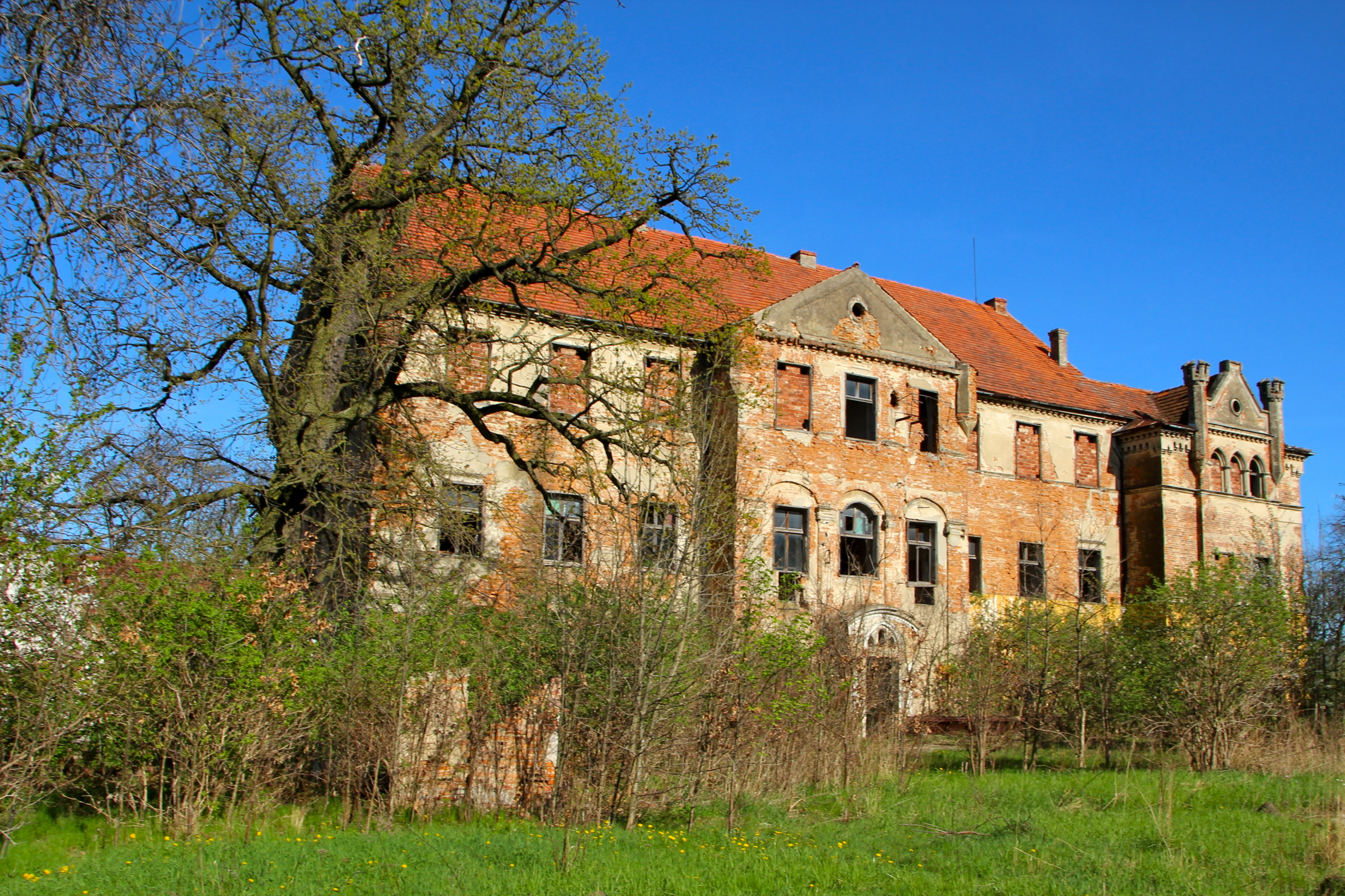
Pałac w Kazimierzu

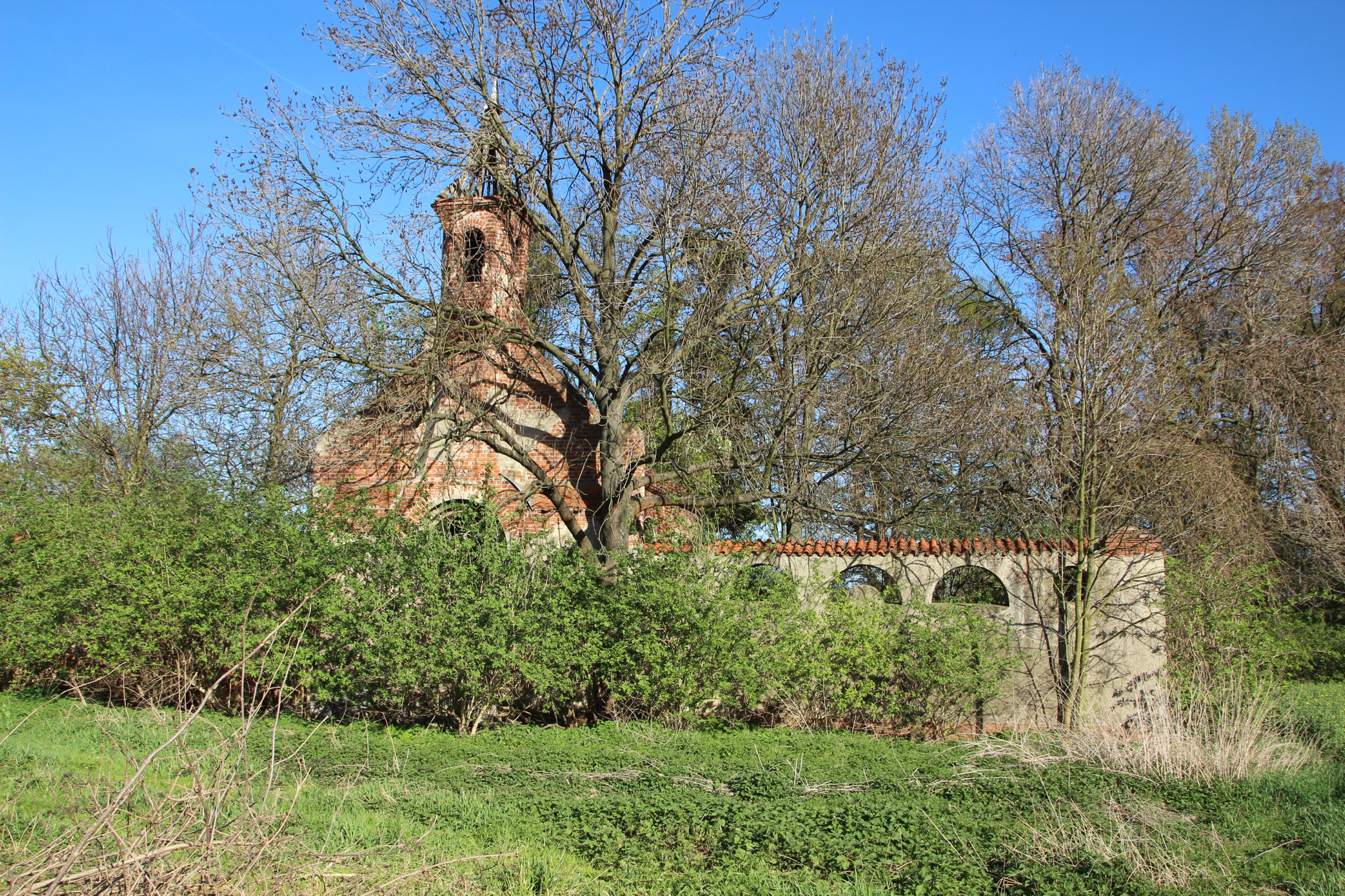
Mauzoleum w parku

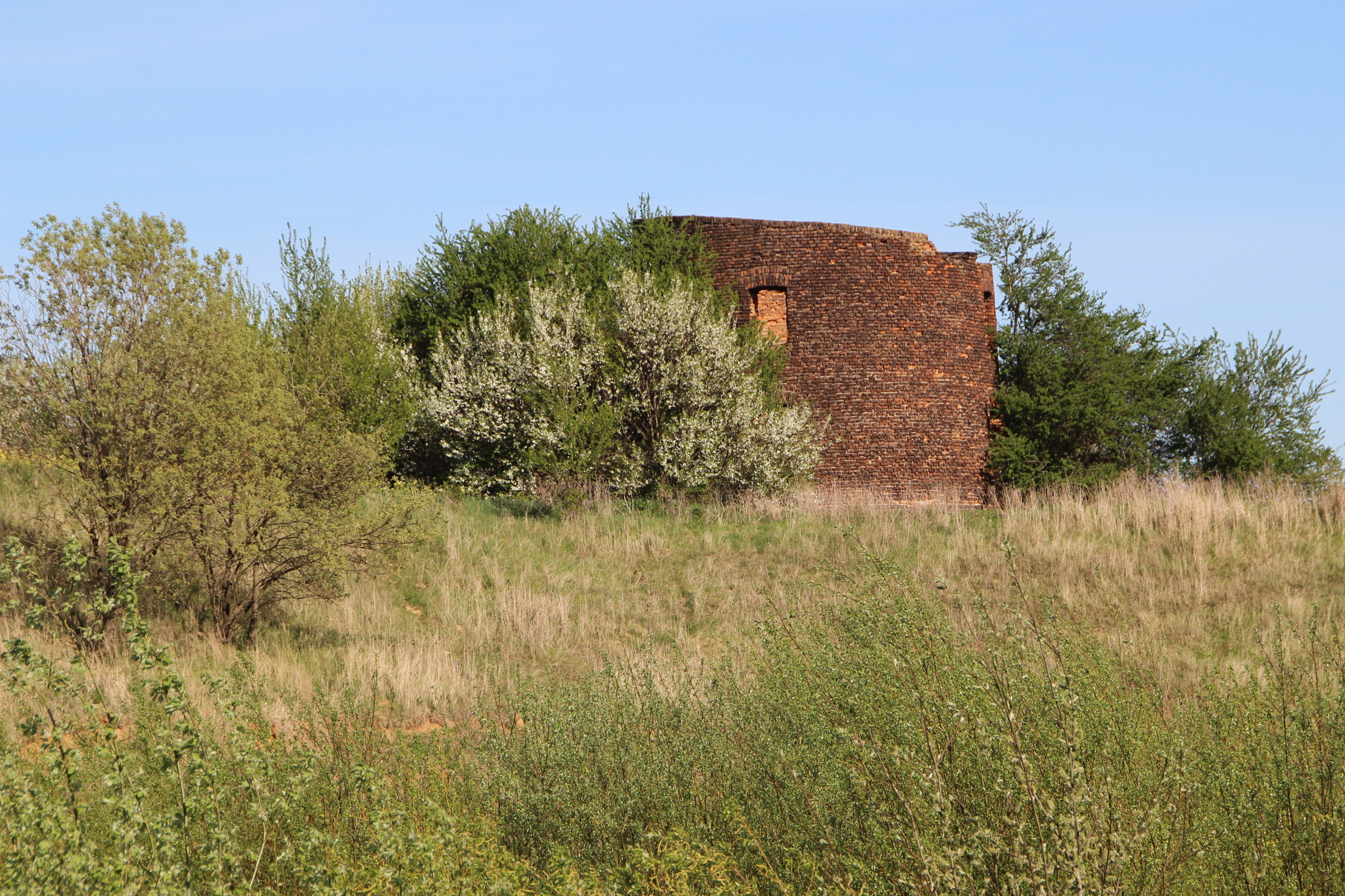
Ruina młyna

Do wojewódzkiego rejestru zabytków wpisane są:
- kościół parafialny pw. Wniebowzięcia Najśw. Panny Marii, z XVI wieku, jednonawowy z wieżą od frontu, przebudowany w 1755 i 1828 r. Pierwotny kościół z XII w. został spalony w 1428 r. Kolejny był kilkakrotnie przebudowywany i restaurowany. Obecny, barokowy, został wybudowany w 1775 r. Do 1810 r. pozostawał pod patronatem cystersów z Lubiąża. Wnętrze późnobarokowe, ołtarze boczne i ambona z XVIII w. Pamiątką po cystersach jest herb nad wejściem bocznym do kościoła. Najstarszy obiekt miejscowości.
- zespół pałacowy, z XVIII wieku, z poł. XIX wieku:
  - Pałac w Kazimierzu
  - park
- zespół folwarczny, z XIX wieku:
  - oficyna
  - spichlerz
  - stajnia
  - stodoła
- szkoła, z 1840 r.
- dom nr 84 (d. 83), z XIX w.

Zgodnie z gminną ewidencją zabytków w Kazimierzu chronione są ponadto:
- cmentarz parafialny
- ogrodzenie pałacu
- mauzoleum w parku
- oficyna w zespole pałacowo-parkowym
- młyn w zespole folwarcznym, nr 89
- dom mieszkalny nr 35
- dom mieszkalny nr 40
- dom mieszkalny nr 43
- dom mieszkalny z bramą i furtą z zagrodzie nr 45
- gospoda, ob. bar, nr 46
- dom mieszkalny (wycużny) nr 47
- dom mieszkalny w zagrodzie nr 51
- dom mieszkalny w zagrodzie nr 53
- dom mieszkalny z bramą i furtą w zagrodzie nr 59–61
- dom mieszkalny nr 73
- szkoła, ob. dom mieszkalny nr 80
- dom mieszkalny nr 82
- dom mieszkalny nr 85
- dom mieszkalny nr 100
- ruina młyna na północ od wsi

## Gospodarka
Kazimierz jest wsią typowo rolniczą. Głównym źródłem utrzymania miejscowej ludności są indywidualne gospodarstwa rolne. Są tu dwa sklepy spożywcze, trzy zakłady mechaniki pojazdowej i firma remontowo-budowlana.
Kazimierz wraz z całą gminą Głogówek podlega pod inspektorat ZUS w Prudniku.

## Transport
W zarządzie Wydziału Drogownictwa Starostwa Powiatowego w Prudniku znajdują się drogi powiatowe: nr 1212O relacji Gościęcin – Ciesznów – Kazimierz – Szonów, nr 1254O relacji Kazimierz – Głogówek – Błażejowice Dolne oraz nr 1265O relacji Kazimierz – Wróblin.
Kazimierz posiada połączenia autobusowe z Głogówkiem, Głubczycami. We wsi znajduje się jeden przystanek autobusowy.

## Kultura
We wsi znajduje się świetlica wiejska i biblioteka. Działa tu m.in. zespół „Kazimiria” wykonujący pieśni ludowe i biesiadne, Koło Gospodyń Wiejskich (założone w 1961) i Stowarzyszenie Odnowy Wsi. Z Kazimierza pochodzi „jeż” – ciasto tortowe z masą kremową z czarnej porzeczki, wpisane w 2005 na listę produktów tradycyjnych. Organizowane są tu festyny i rozgrywki sportowe, zawody strażackie, biesiady i zabawy, spotkania okolicznościowe, dożynki, święta kościelne.
Kazimierz wspomniany został w powieści Boży bojownicy autorstwa Andrzeja Sapkowskiego, której akcja rozgrywa się na Śląsku i w Czechach w okresie wojen husyckich.

## Religia

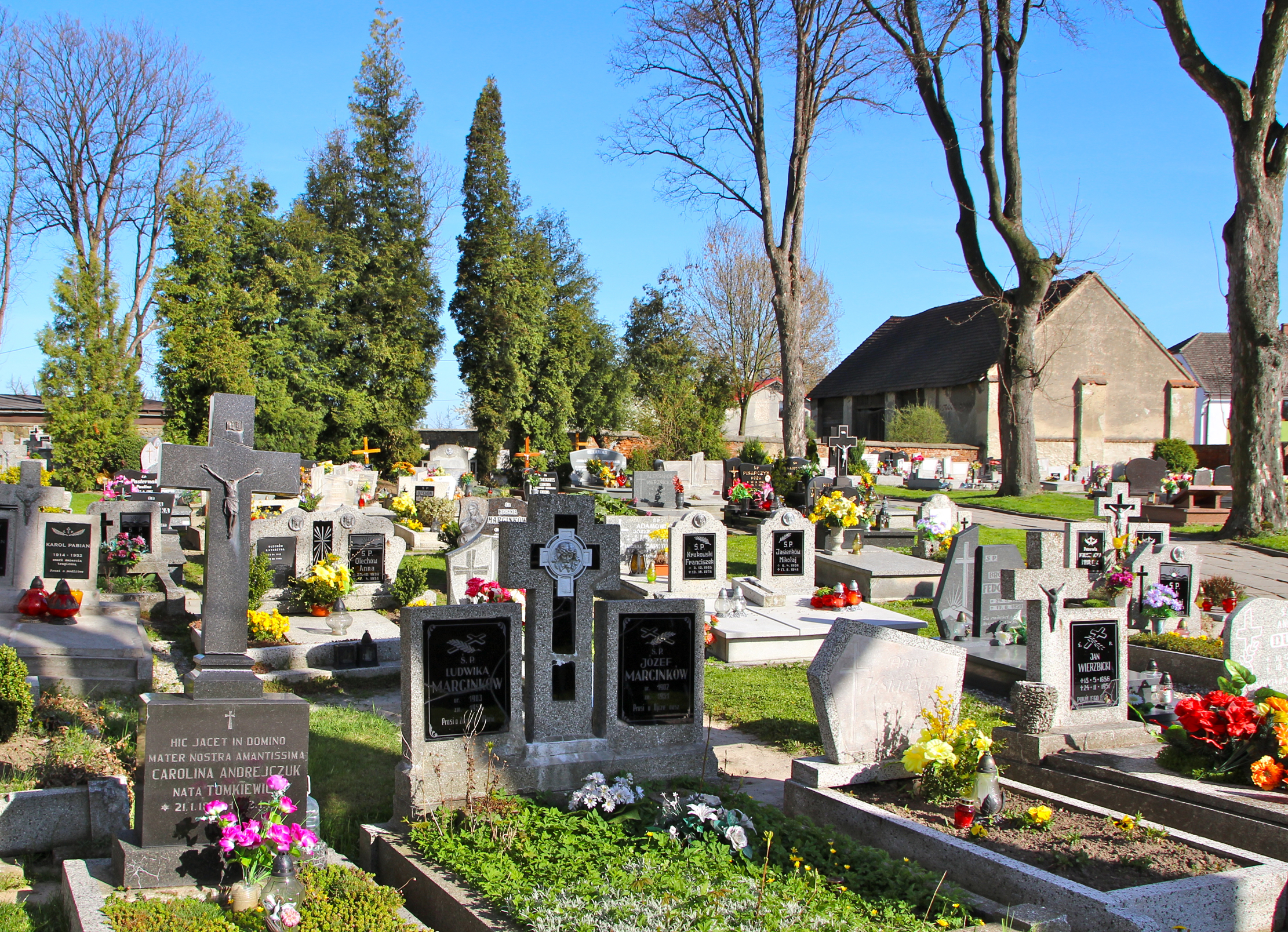
Cmentarz w Kazimierzu

W Kazimierzu znajduje się katolicki kościół Wniebowzięcia Najświętszej Maryi Panny, który jest siedzibą parafii Wniebowzięcia Najświętszej Maryi Panny (dekanat Głogówek). Są tu również dwie kapliczki i krzyże przydrożne. Wieś posiada swój cmentarz. W lipcu 1978 parafianie w Kazimierzu wznieśli krzyż upamiętniający przyjazd Jana Pawła II do Polski.

## Sport

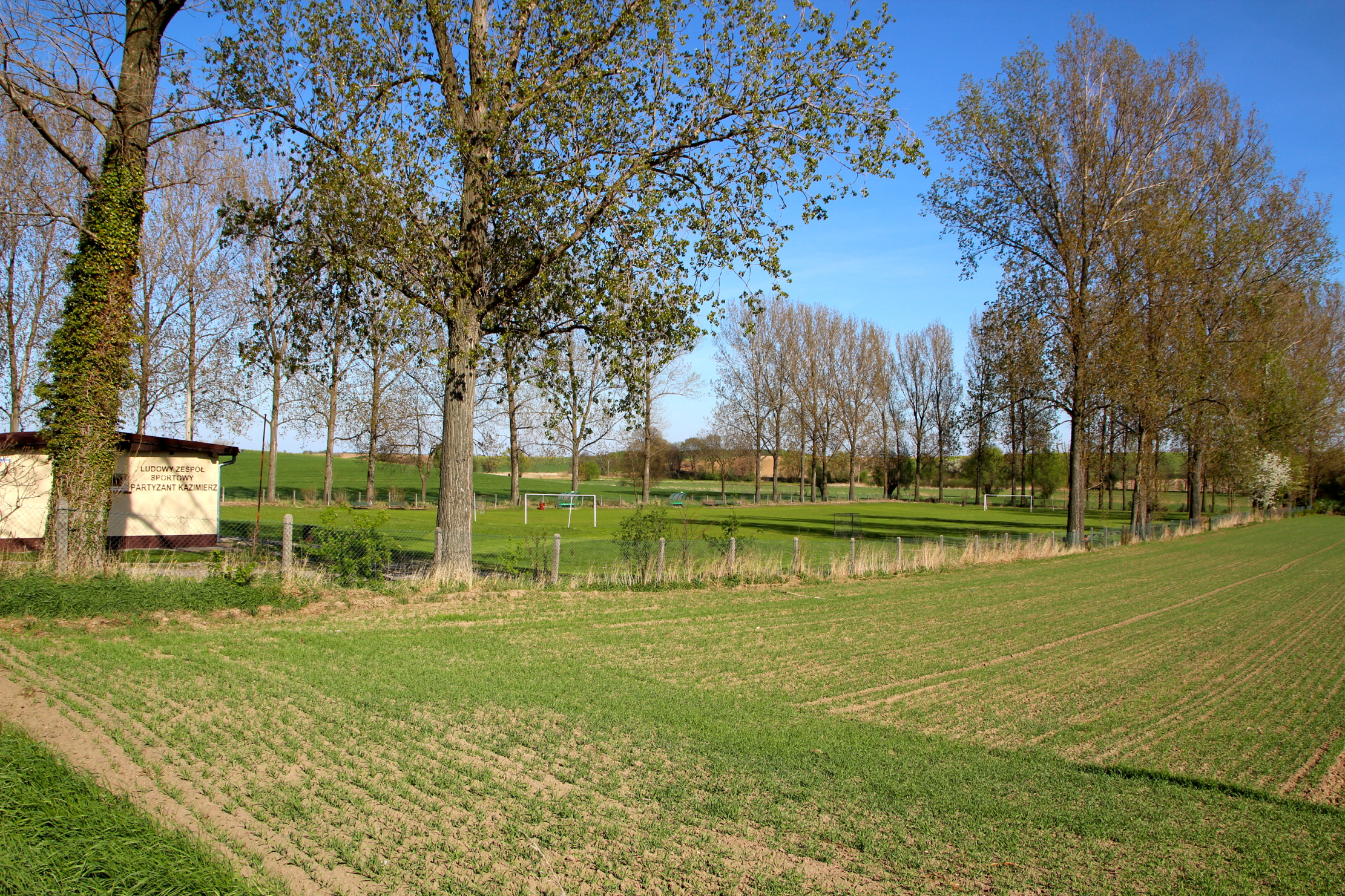
Boisko w Kazimierzu

We wsi funkcjonuje klub piłkarski i tenisa stołowego LZS Partyzant Kazimierz, założony w 1954. Klub rozgrywa swoje mecze na boisku w Kazimierzu. W 2005, z okazji 60. rocznicy istnienia Podokręgu Związku Piłki Nożnej w Prudniku, klub otrzymał pamiątkowy puchar. W 2015 roku nastąpiło połączenie drużyny piłkarskiej Partyzanta Kazimierz z Rolnikiem Biedrzychowice.

## Turystyka
Oddział PTTK „Sudetów Wschodnich” w Prudniku ustanowił turystyczną Odznakę Krajoznawczą Ziemi Prudnickiej, którą zdobywa się poprzez zwiedzenie odpowiedniej liczby obiektów w miejscowościach położonych na ziemi prudnickiej, w tym w Kazimierzu.

## Bezpieczeństwo

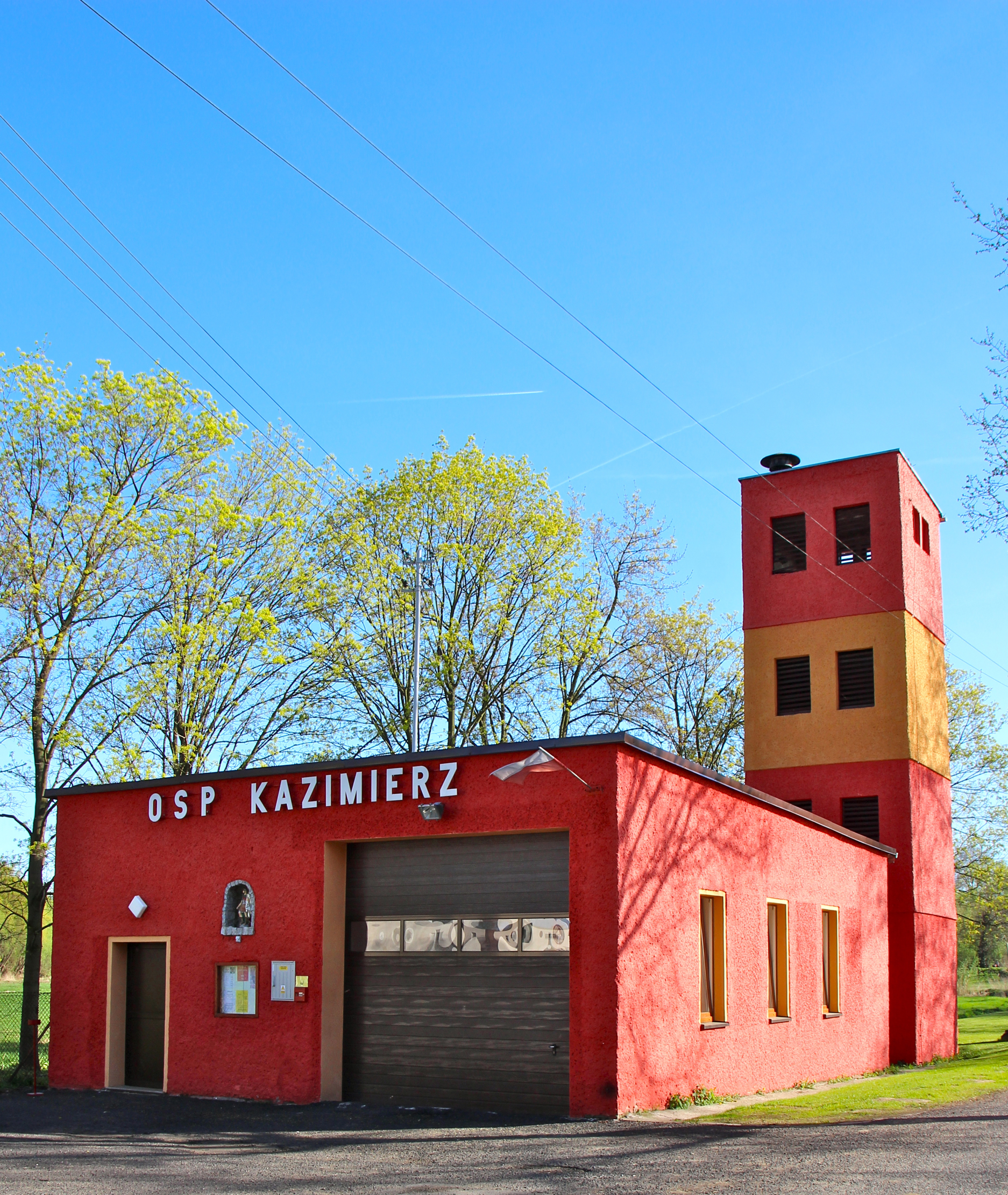
Remiza OSP Kazimierz

W zakresie ochrony przeciwpożarowej oraz innych miejscowych zagrożeń w Kazimierzu działa jednostka Ochotniczej Straży Pożarnej.
Miejscowość jest pod opieką dzielnicowego rejonu służbowego nr 13 Komendy Powiatowej Policji w Prudniku (Komisariat Policji w Głogówku).
Teren wsi, jak i całej gminy Głogówek, położony jest w strefie nadgranicznej w związku z czym Straż Graniczna dysponuje, na tym obszarze, specjalnymi kompetencjami w zakresie bezpieczeństwa. Gminę Głogówek obejmuje zasięgiem służbowym placówka Straży Granicznej w Opolu ze Śląskiego Oddziału SG.